# 石围塘街道
石围塘街道，是中华人民共和国广东省广州市荔湾区下辖的一个乡镇级行政单位。因1922年辟路时，用石头围筑周围池塘，故名石围塘。

## 行政区划
石围塘街道下辖以下地区：
山村社区、山溪社区、杉栏社区、如意社区、南塘社区、秀水社区、塞坝口社区、万盛社区、桥东社区、滘口社区、芳雅苑社区、逸彩社区和岭南社区。

## 交通

### 地铁
- █广州地铁5号线：滘口站
- █广州地铁11号线：石围塘站